# Mademoiselle Hus
Pour les articles homonymes, voir Hus et Famille Hus.
Adélaïde-Louise-Pauline Hus, connue sous le nom de Mademoiselle Hus, est une actrice française, née à Rennes le 31 mars 1734 et morte à Paris le 18 octobre 1805. 

## Biographie
Fille des comédiens François Hus et Françoise Gravillon, Adélaïde Louise Pauline Hus est la sœur de Jean-Baptiste Hus.
Elle débute au Théâtre-Français le 26 juillet 1751 dans le rôle de Zaïre dans la pièce éponyme de Voltaire, mais n'est pas reçue. Deux ans plus tard, en janvier 1753, elle est de nouveau engagée à la Comédie-Française pour jouer le rôle d'Hermione dans Andromaque. Elle est reçue 136ème sociétaire le 21 mai suivant. 
Elle épouse le distillateur Louis Élie Lelièvre en 1774. Le couple divorce en 1793.

## Théâtre

### Carrière à la Comédie-Française
- 1754 : Les Tuteurs de Charles Palissot de Montenoy : Julie
- 1755 : L'Orphelin de la Chine de Voltaire : Asséli
- 1763 : L'Anglais à Bordeaux de Charles-Simon Favart : Clarice
- 1765 : L'École des maris de Molière : Isabelle[3]
- 1765 : Tartuffe de Molière : Marianne
- 1765 : L'Époux par supercherie de Louis de Boissy : Constance
- 1765 : Les Folies amoureuses de Jean-François Regnard : Agathe
- 1765 : L'École des femmes de Molière : Agnès
- 1766 : Les Femmes savantes de Molière : Henriette[4]
- 1766 : George Dandin de Molière : Angélique
- 1766 : Le Dépit amoureux de Molière : Lucile
- 1766 : Le Festin de pierre de Thomas Corneille d'après Molière : Elvire
- 1766 : L'Avare de Molière : Elise
- 1766 : L'Homme à bonnes fortunes de Michel Baron : Leonor
- 1766 : Le Malade imaginaire de Molière : Angélique
- 1766 : L'Enfant prodigue de Voltaire : Lise
- 1767 : La Métromanie d'Alexis Piron : Lucile
- 1767 : Les Plaideurs de Jean Racine : la comtesse
- 1767 : L'Amour médecin de Molière : Lucinde
- 1767 : Crispin rival de son maître d'Alain-René Lesage : Angélique
- 1767 : Monsieur de Pourceaugnac de Molière : Lucette
- 1768 : Hylas et Sylvie de Marc-Antoine-Jacques Rochon de Chabannes : l'amour travesti en amazone
- 1769 : Les Étrennes de l'amour de Jean-François Cailhava de L'Estandoux : la comtesse
- 1769 : Le Bourgeois gentilhomme de Molière : Lucile
- 1769 : Le Médecin malgré lui de Molière : Lucinde
- 1770 : Le Marchand de Smyrne de Sébastien-Roch Nicolas de Chamfort : Amélie
- 1770 : Le Sicilien ou l'Amour peintre de Molière : Isidore
- 1771 : Le Persifleur d'Edme-Louis Billardon de Sauvigny
- 1772 : Le Préjugé vaincu de Marivaux : Angélique
- 1773 : L'Amour à Tempé de Françoise-Cécile de Chaumont, dame Falconet : L'Amour
- 1773 : L'Assemblée d'Augustin-Théodore Lebeau de Schosne, suivi de L'Apothéose de Molière (ballet)
- 1773 : Le Centenaire de Molière de Jean-Baptiste Artaud : Angélique
- 1773 : Sganarelle ou le Cocu imaginaire de Molière : Célie
- 1774 : La Partie de chasse de Henri IV de Charles Collé : Agathe

## Source
- Base documentaire La Grange sur le site de la Comédie-Française (pièces et rôles joués)